# Арндт, Иоганн Готфрид
Иоганн Готфрид Арндт (нем. Johann Gottfried Arndt; 12 января 1713, Галле — 1 сентября 1767, Рига) — историк Лифляндии.

## Биография
Родился в Галле 12 января 1713 года. Окончил университет Галле.
С 1738 года жил и работал в Лифляндии: домашним учителем, с 1740 — ректором училища в Аренсбурге, с 1747 — конректором лицея в Риге.
Умер в Риге 1 сентября 1767 года.
Его главный труд — издание в 1747 году на немецком языке в Галле хроники Грубера «Origines Livoniae sacrae et civilis» (1740), которую он перевёл, значительно дополнил и комментировал. В 1753 году напечатал вторую, им составленную, часть лифляндской хроники — до 1561 года. Третья часть, оконченная в рукописи, пропала и, несмотря на премию, назначенную суперинтендентом Тиле, до сих пор не найдена.

## Комментарии
1. ↑  В «Справочном энциклопедическом словаре»[3] и в «New general biographical dictionary»[4] утверждается, что И. Г. Арндт в первой части своего труда представил перевод из Генриха. Это не противоречит сведениям из «Русского биографического словаря»[2], так как труд Грубера является одной из редакций (переводом) хроник Генриха[5].